# Galeria
Galeria je hrvatski glazbeni sastav. Dolazi iz Splita.

## Povijest
Izrastao iz sastava Waveforma. Nastali su početkom 2009. godine na inicijativu vrsnih studijskih glazbenika - gitarista i vokala Mira Alduka (Dalmatino, Oliver Dragojević, Tedi Spalato, jazz festivali,..) i bubnjara Jana Ivelića (TBF, Luky, Oliver Dragojević,...). Uskoro su im došli svirati s njima Damir Dugeč na klavijaturama (Giuliano, Gibonni, Luky,...), Jasenko Troković na perkusijama (Tedi Spalato, Dalmatino,...) i basist Ante Jurinović (Oliver Dragojević, jazz festivali,...). Iste su godine ušli u studio s mnoštvom pregršt svježih autorskih ideja i snimali svoj prvi samostalnialbum. Prvi singl Uvik ljubavi je malo najavni je za taj album i na singlu gostuje Tedi Spalato. Za taj spot snimili su video spot u režiji Matka Petrića koji je prikazan na televizijskim postajama.

## Članovi
Članovi su do sada sve bili:

## Vanjske poveznice
- Službene stranice
- MySpace
- Facebook